# Wolkenkreuz

Wolkenkreuz in der Flagge der Lombardei

Das Wolkenkreuz kann in der Heraldik ein Heroldsbild oder eine Wappenfigur sein. Heroldsbild ist immer eine Figur, die den Schildrand berührt, während eine Wappenfigur immer im Schild oder Feld ohne Randberührung schwebt. Bekannt ist das Wolkenkreuz aus dem Wappen und aus der Flagge der Lombardei, aber doch sehr selten. 
Dargestellt wird ein Kreuz, dessen Arme aus der Einzelfigur Wolke gebildet werden. Vier heraldische Wolken bilden also ein Kreuz. Zwei Möglichkeiten bestimmen die Darstellung. Einmal kann es wie ein gemeines Kreuz im Wappen sein, oder nicht völlig in der Lage eines Andreaskreuzes (45 Grad), wie im Wappen von der Lombardei.
Das Wappen der Lombardei und das Zeichen in der Fahne sollen aus der Felszeichnung als Merkmal übernommen worden sein. Die Felszeichnungen als Camunische Rose waren wahrscheinlich Wappengrundlage und ein Wolkenkreuz im Sinn der Heraldik.